# 참배

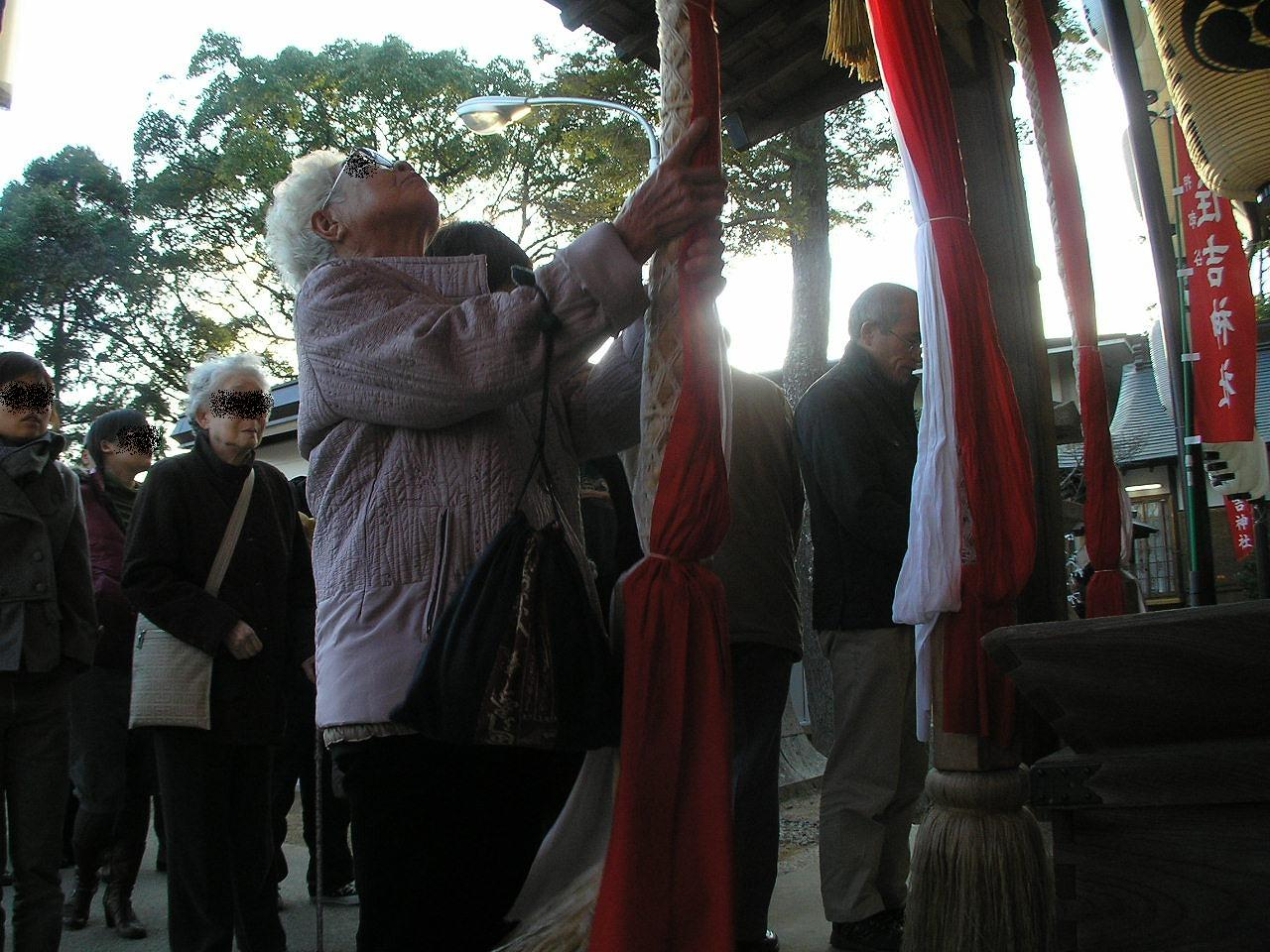
신사에서 참배하는 노인

참배(參拜)는 신사, 사원 등의 종교 시설을 방문하여 신불과 죽음에 경배, 기도하는 행위이다.

## 신사참배

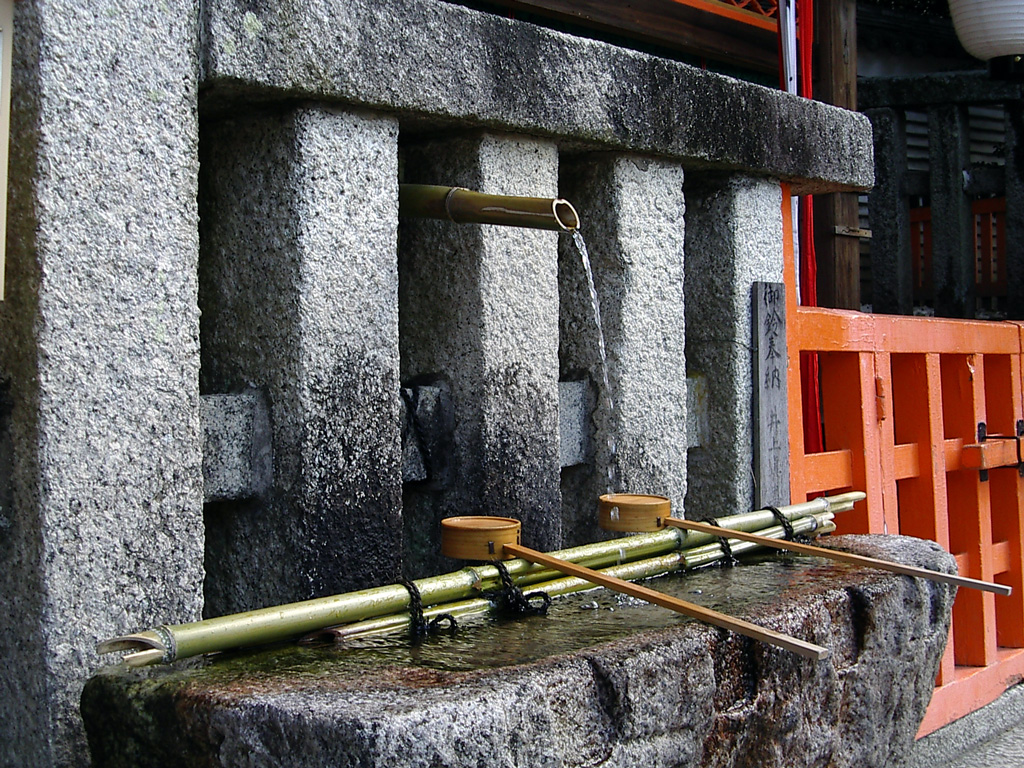
신사나 절에 참배하기 전에 손이나 입을 씻는 데미즈다. 이 곳은 약수터가 아니기 때문에 물을 마실 수 없다.

신사참배 의식의 구체적인 방법은 각 신사마다 다를 수 있으나 일반적으로 다음과 같은 방법을 따른다. 신사참배 전에는 옷차림을 정돈하고 물로 왼손, 오른손, 입 순으로 손을 씻고 양치질을 하여 몸을 정화한다. 소지품은 발아래 두고 신전에 나가 절 두번, 손뼉치기 두번, 절 한번 등 신사에 따라 숫자가 정해진 순서로 행한다. 손뼉을 칠때는 마음 속으로 기도하듯이 기원하는 바를 말한다.

### 신사참배 강요
신사참배 강요는 일본 제국이 식민지, 특히 조선에 신사를 세운 뒤 조선인에게 참배하도록 강제한 일제강점기의 정책이다. 주로 기독교인들과 마찰을 빚었기 때문에 일제 강점기의 기독교를 설명할 때 자주 언급된다. 일제는 한일 병합 조약 체결 후부터 신사를 들여와 신사참배 의식을 행할 것을 장려했으나, 기독교계 학교에 대해서는 우상 숭배를 금지하는 이 종교의 교리와 관련하여 신사참배 의식을 행하지 않아도 용인해 왔다. 그러나 1930년 후반에 중일 전쟁을 전후하여 기독교계 학교는 물론 교회의 성직자들에게까지 신사참배를 강요하여 충돌이 일어났다.
결국 기독교 각 교단은 강요에 굴복하여 신사참배가 기독교의 가르침과 결함되지 않는 의식이며 국민으로서의 의무일 뿐이라고 선언하였다. 이 과정에서 끝까지 신사참배 강요에 굴복하지 않은 주기철 목사가 옥사하는 등 일부는 희생되기도 했다. 1952년 9월 장로교의 신사참배를 반대하다가 투옥당했던 사람들이 대한예수교장로회(고신)로 분립하였다. 한편 평양에 있던 기독교 계열의 숭실대학은 1912년 11월 25일, 조선총독부 학무국이 학교 인가를 했으나, 1925년 대조선 교육방침(소위, 문화 통치)으로 숭실대학교를 전문학교로 격을 낮추었다. 1938년 3월 4일, 일본 제국의 억압적인 통치와 강제적 신사참배에 반대한 숭실전문학교는 자진 폐교 결정을 내린다. 신사참배와 친일활동을 했던 당시의 다른 대학들에 비교해 볼 때 이는 진정으로 민족을 위한 대학이었다는 평가가 의식있는 국민들로부터 제기되고 있다. 
일본은 신사참배에 거부하는 학생과 그의 가족들을 칼로 참수하는 만행을 저질렀고 이러한 역사는 필리핀 마닐라에 위치한 라샬 대학교의 역사(history) 검색 홈페이지에 있는 역사 문서에서도 찾아볼 수 있다.

### 패전후 신사참배 논란
신사참배는 일제가 민족말살정책의 하나로 강요한 것으로서, 신사는 일본의 민간종교인 신도(神道, Shintoism)의 사원으로 일본 왕실의 조상신이나 국가 공로자를 모셔놓은 사당이다. 일제는 합방 후 신사사원규칙을 발표, 서울에 조선신궁을 세우는 한편, 각 지방에 신사를 세웠다. 조선인에게 신사참배를 강요한 것은 1935년경부터인데, 우선 각급학교 학생에게 신사참배를 강요했으나 기독교계 학교에서는 이를 거부하다가 평양 숭실학교·숭의학교 등이 폐교되었고 학생·선교사·목사들의 반대운동은 계속되었으며, 주기철 목사와 같이 적극적으로 반대하다가 투옥되어 순교한 일이 발생하였다.
하지만 중일전쟁(1937∼1945년)을 전후하여 기독교 성직자들에게 재차 신사참배를 강요하자, 천주교는 로마교황청의 결정에 따라 신사참배에 응했고, 감리교도 이를 순순히 받아들였다. 장로교는 한때 반대했으나, 총독부의 요구와 일부 친일목사들에 의해 제27회 총회에서 찬성결의를 함으로써 결국 굴복했다. 1945년 8월 15일 제국주의 야욕의 일제가 패전으로 종전되었지만 신사참배와 관련하여 아직까지도 다음의 논란과 사건이 발생하고 있다.
- 야스쿠니 신사참배 사건 : 태평양 전쟁 전범이 안치된 야스쿠니 신사에 일본 정치인이 참배하는 과정에서 대한민국, 조선민주주의인민공화국, 중국, 중화민국 등 주변국의 반발로 빚어지는 사건으로 관련 국가간의 국제적 문제이다.

## 로마가톨릭교회의 신사참배
가톨릭교회도 초기에는 신사참배를 적극 반대하였다. 그러나 교황청은 1919년 동경에 교황청 대사관을 설립하고 초대 교황사절로 푸마소니 비온디 대주교를 파견했다. 그리고 교황청은 1934년 일본의 괴뢰 정권인 만주국을 승인하였다. 1937년 7월 중일전쟁이 발발하자 교황 비오 10세는 8월에 공산주의 세력의 침입을 막고 만주, 중국, 조선의 가톨릭을 보호하기 위해 마렐라 대주교를 통해 국방 헌금을 일본 외무성에 보냈고 10월에는 반공 정신의 입장에서 중국에 대한 일본의 행동, 즉 중일전쟁에 적극 협력하도록 극동의 모든 교회에 지시하였다. 이런 점으로 미루어 보아 1919년 이후 교황청과 일본은 긴밀한 관계에 있었으며, 1936년 일본의 신도 의식에 대한 가톨릭의 입장을 담은 포교성성의 교령 <Pluries Instanterque>가 1936년 5월 26일 공포되며 신사참배에 적극 참여하였다.

## 신사참배 거부한 사람
- 양용근 목사 : 1905년 태어나 순천노회 노회원들과 함께 1940년 11월 15일 구속됐다. 감옥에서 각혈을 하는 등 심한 해소천식으로 인해 일시 풀려났다가 1942년 9월 다시 구속되어 1년 6개월의 실형을 선고받고 광주형무소에 수감됐으며 1943년 12월 사망[6]

## 같이 보기
- 궁성요배
- 야스쿠니 신사

## 주해
1. ↑  상황기피자들은 말한다. 고려대학의 전신인 보성전문을 운영했던 인촌 김성수가 조선 학생들에게 일본의 대동아전쟁에 협력하라는 글을 쓰고 재학생들에게 가정방문으로 적극적인 동참과 협력을 구하는 등 친일에 앞장서서 황국신민이 될 것을 촉구함으로써 친일인명사전에 등재되기는 했지만 그를 무조건 악으로만 볼 것이 아니라 일제침략 하에서 학교를 운영하기 위해 어쩔 수 없는 선택이기에 일제침략에 협력할 수 밖에 없었다는 불가피성을 학생들이 배울 수 있도록 해야 된다는 의도에서 교과서에 서술한 것이라고, 이런 궁색한 변명으로 옹호하면서 조선임전보국단으로 함께 활약한 이화여전의 김활란과 연희전문의 백낙준 등도 두둔하였다.

이러한 편리한 논리로 일본 총독부의 탄압이 극심했던 시절 조선 학생들을 향해 일본과 조선이 하나라며 내선일체를 강조하며, 일본 천황 아래 황국신민이 된 것에 감사하며, 일본 종교인 신도에 참배하는 신사참배할 것을 강요하여 양심을 기망토록 하고, 대동아공영권을 주창하며 일본이 일으킨 침략전쟁의 총알받이로 나갈 것을 조선 청년들에게 독려한, 그래서 일본군의 부족한 병력을 강화시켜 오히려 전쟁을 더 지속하게 만드는데 일조한 이들이 있었기에 조선의 교육기관이 유지되었고, 이를 통해 조선 청년들에게 교육을 시킬 수 있었음을 다행으로 생각해야 한다고 강조한다. 어떻게 보면 맞는 듯하지만 이러한 상황논리는 몰가치적이다.

숭실대학은 일본의 신사참배에 응할 수 없다며 자진 폐교하였다. 그리고 1954년에 서울에서 다시 대학문을 열었다. 만일 그때 모든 학교가 일본에 저항하며 폐교의 길을 함께 걸었다면, 그 응집된 힘이 오히려 일본패망을 앞당겼을 것이고, 민족 전부가 사는 길이 앞당겨져 왔을 것이다. 모두 저항하는 길 대신 일부가 무릎 꿇고 복종하는 길을 선택해, 저항하는 자들을 죽게 만들고, 배신한 자기들만 살아남았다. 이런 상황논리를 계속 주장하며 일본에 협력하는 길을 선택함으로써 자신들만 살아남고서는, 이제 와서는 그때 상황이 그러했으니 그럴 수밖에 없었다며 자신들의 정당성을 옹호하는 상황기피자들은 그래서 몰염치하고 비겁하다는 것이다.[4]